# Старая башня (Мариуполь)
Старая водонапорная башня — архитектурный памятник Мариуполя. Построена по проекту архитектора Виктора Нильсена в 1910 году. Находится в Центральном районе на пересечении улиц Соборной и Архитектора Нильсена. Высота 33 м.

## История
9 августа 1907 года утверждены «Обязательные постановления для водовозов города Мариуполя». Так как, в городе ещё не было водопровода, водовозы за определённую плату доставляли воду в бочках от источника питьевой воды на улице Малофонтанной к домам мариупольцев.
25 апреля 1908 года городской думой утверждён проект устройства в Мариуполе водопроводной сети. Проект составил инженер, городской архитектор и гласный Виктор Нильсен.
Строительные работы по сооружению водонапорной башни и городского водопровода были начаты в декабре 1909 года, и были завершены в 1910 году.
Городской водопровод начал действовать 3 июля 1910 года. На улицах города были построены водоразборные колонки с помещениями для смотрителей, которые продавали воду. Отдельные линии были проведены в дома богатых мариупольцев.
После освобождения Мариуполя от немецких войск 15 сентября 1943 года был восстановлен и начал работать водопровод.
В 1977 году городская сеть водопровода составляла 770,2 км. Городу ежесуточно подавалось 180 тыс. м³ воды.
В 2018 проведена капитальная реконструкция, в башне начал работать информационно-туристический центр «Vezha».